# شیشم (سرده)
شیشم (نام علمی: Dalbergia) نام یک سرده از زیرخانواده باقالی‌ها است.